# Мокроусов, Борис Андреевич
Бори́с Андре́евич Мокроу́сов (14 (27) февраля 1909, посёлок Канавино, Нижегородская губерния, Российская империя — 27 марта 1968, Москва, СССР) — советский композитор. 
Лауреат Сталинской премии второй степени (1948).
Заслуженный деятель искусств Чувашской АССР (1962 год).

## Биография
Родился 14 (27 февраля) 1909 года в посёлке Канавино (ныне район Нижнего Новгорода) в семье Андрея Александровича Мокроусова и Марии Ивановны Мокроусовой (в девичестве Башмачниковой).
Играть научился в школьной самодеятельности, освоив балалайку, мандолину, гитару, а в 13 лет самостоятельно по слуху и фортепиано. Сочинять мелодии начал ещё школьником.
С 1924 года подрабатывал тапёром в клубе железнодорожников.
С 1925 по 1929 год учился в Нижегородском музыкальном техникуме (здание сохранилось, Октябрьская улица, 14, мемориальная доска), после чего поступил на рабфак МГК имени П. И. Чайковского на её композиторский факультет, который окончил в 1936 году.
Два года спустя Мокроусов написал песню «Милый мой живёт в Казани», принёсшую ему известность.
В 1939 служил по призыву в образцово-показательном оркестре НКО СССР.
В конце 1941 года для документального фильма «Разгром немецких войск под Москвой» он написал «Песню защитников Москвы».
В 1943 году Мокроусов создал песню-балладу «Заветный камень».
Ярко талант композитора проявился в создании лирических песен. Их отличает задушевность, искренность, высокий вкус. К вершинам песенной лирики можно отнести «На крылечке», «Осенние листья», «Сормовскую лирическую», «Когда весна придёт, не знаю», «Хвастать, милая, не стану», «Мы с тобою не дружили». Как правило, Мокроусов сначала сочинял мелодию, и уже потом поэт писал к ней стихи. Композитор сотрудничал с известными поэтами-песенниками: Исаковским, Долматовским, Лисянским, Лабковским, Глейзаровым. Много талантливых песен создано в творческом содружестве с Алексеем Фатьяновым.
В 1940-е — 1950-е годы песни Мокроусова были необыкновенно популярны.
Произведения композитора исполняли Обухова, Лемешев, Утёсов, Шульженко, Шмелёв, Нечаев, Трошин, Аркадий Райкин, Георг Отс и даже Михаил Круг, Борис Гребенщиков; за пределами бывшего СССР — Тапио Раутаваара (Финляндия) и Ив Монтан (Франция). Они звучали не только на русском, но и на французском, итальянском, польском, эстонском, финском, японском, китайском, корейском и других языках.
В 1956 году Мокроусов написал песню «Вологда», но широкую популярность она завоевала лишь в 1976 году, когда её исполнил ансамбль «Песняры». «Вологда» стала визитной карточкой этого ансамбля.
Последней работой композитора стала музыка к фильму «Неуловимые мстители».
Написать музыку к следующей серии — «Новые приключения неуловимых» — помешала смерть. Тем не менее открывающая и завершающая «Песня неуловимых мстителей» была включена и в неё.
Последние годы (с 1953 по 1968 год) композитор жил и творил в доме 1/15 на Котельнической набережной.
Умер в больнице от сердечного приступа 27 марта 1968 года. Похоронен в Москве на Новодевичьем кладбище (участок № 6).

Режиссёр «Неуловимых мстителей» Эдмонд Кеосаян так описывает его похороны:
«Когда я вспоминаю о Борисе Андреевиче Мокроусове, великом русском песеннике (я не преувеличиваю — великом!), перед глазами встаёт картина… Гроб… И некому поднять… Поднимали мы его со своими „неуловимыми“ — четверо пацанов 14—15-летних и я… Нет, не так должно было проводить в последний путь Бориса Андреевича Мокроусoва. Не так!»

## Творчество
Автор оперы «Чапай» и популярной оперетты «Роза ветров» (1947)

### Фильмография
- 1953 — Свадьба с приданым (фильм-спектакль)
- 1956 — Весна на Заречной улице
- 1957 — Наши соседи
- 1957 — Координаты неизвестны
- 1959 — Особый подход
- 1965 — Стряпуха
- 1966 — Неуловимые мстители

### Песни
- «Буду ждать тебя»
- «Бьют свинцовые ливни»
- «Вечерком на реке»
- «Возраст призывной»
- «Вологда»
- «Всегда ты хороша»
- «Вьётся вдаль тропа лесная»
- «Жди солдата»
- «Заветный камень»
- «Запели песни»
- «Зацветает степь лесами»
- «Ивушка»
- «Когда весна придёт, не знаю»
- «Когда поёт далёкий друг» (об Иве Монтане)
- «Костры горят далёкие»
- «Милый мой живёт в Казани»
- «Море шумит»
- «Мы люди большого полёта»
- «Мы с тобою не дружили»
- «Наговоры»
- «Назначай поскорее свидание»
- «На крылечке»
- «Не знала я»
- «Одинокая гармонь»
- «О родной земле»
- «Осенние листья»
- «Песенка влюблённого пожарника»
- «Песенка фронтовых шофёров»
- «Песня защитников Москвы»
- «Песня цыгана»
- «Пионерская походная»
- «По мосткам тесовым»
- «Прогулка»
- «Ромашка»
- «Россия — наша Родина»
- «Скрылись чайки»
- «Сормовская лирическая»
- «Ты не верь сатане»
- «Ты рядом со мной»
- «Уезжала девушка»
- «Хвастать, милая, не стану»
- «Ходит белая луна»
- «Ходят соколы»
- «Хороши весной в саду цветочки»
- «Широка ты, родная Россия»
- «Это вам, романтики»
- «Я за реченьку гляжу»
- «Ярославна»
- «Ясной ночкою»

В области инструментальной музыки Мокроусов написал концерт для тромбона с оркестром, «Антифашистскую симфонию», пьесы для фортепиано и другое.

## Награды и премии
- заслуженный деятель искусств Чувашской АССР (1962)
- Сталинская премия второй степени (1948) — за песни «Заветный камень», «О родной земле», «Одинокая гармонь», «Хороши весной в саду цветочки…»

## Память
Именем Бориса Мокроусова названа улица в Сормовском районе Нижнего Новгорода.
- 25 апреля 2005 года на площади звезд у ГЦКЗ «Россия» состоялась закладка звезды Бориса Мокроусова[11].
- Мемориальная доска Б. А. Мокроусову по адресу Котельническая набережная, дом 1/15
- Мемориальная доска в Нижнем Новгороде (улица Октябрьская, 14)

## Семья
Отец — Андрей Александрович Мокроусов
Мать — Мария Ивановна Мокроусова (в девичестве Башмачникова) (1888—1976), прах похоронен в Москве на Новодевичьем кладбище (участок № 6) рядом с сыном.
Брат — Анатолий Андреевич Мокроусов (1910—1945)
Сестра — Ольга Андреевна Мокроусова (1912/1911—1993), всю свою жизнь посвятила своему брату — Борису Мокроусову.
Сестра — Александра Андреевна Мокроусова (1914—ум.?)
Первая жена — Эллен Гальпер
Вторая жена — Марьяна Ивановна Мокроусова
- Сын — Анатолий Борисович Мокроусов (1950—2002), похоронен в Москве на Новодевичьем кладбище (участок № 6) рядом с отцом, бабушкой и братом.
- Сын — Максим Борисович Мокроусов (1953—1997), похоронен в Москве на Новодевичьем кладбище (участок № 6) рядом с отцом и бабушкой.
  - Внук — Максим Максимович Мокроусов (род. 1976)

## Критика
Писатель Марк Фрейдкин, считавший Мокроусова прекрасным композитором и великолепным мелодистом, с недоумением критиковал его за «Песенку влюбленного пожарника», написанную для спектакля Аркадия Райкина «Времена года», полагая, что Мокроусов позаимствовал мотив у аргентинской песенки «Милонга де Буэнос-Айрес» (исп. La milonga de Buenos Aires) 1939 года.